# Loathe
Loathe (parfois stylisé en LOATHE) est un groupe britannique de heavy metal, originaire de Liverpool, Merseyside, en Angleterre. Formé en 2014, le groupe est composé du chanteur Kadeem France, du guitariste et second chanteur Erik Bickerstaffe, du batteur Sean Radcliffe et du bassiste Feisal El-Khazragi.
Ils sont signés chez SharpTone Records et comptent deux EP et trois albums studio. Prepare Consume Proceed est sorti en 2015 et est réédité en 2016 par SharpTone Records en tant que première sortie du label. Ils sortent leur premier album studio, The Cold Sun, en 2017, puis un split EP enregistré avec leur compagnon de label Holding Absence intitulé This Is as One en 2018. Loathe sort son deuxième album studio I Let It In and It Took Everything le 7 février 2020. Leur troisième album studio The Things They Believe sort le 7 février 2021 dans le prolongement du précédent, et est entièrement composé de morceaux ambiants.
Le style musical du groupe utilise des éléments de metalcore et de nu metal, tout en incorporant des aspects plus expérimentaux de genres tels que le shoegazing, le metal progressif et la musique industrielle. Loathe a été nommé aux Heavy Metal Awards dans la catégorie du meilleur groupe britannique de la relève et aux Metal Hammer Golden Gods Awards pour le meilleur nouveau groupe en 2018. Dans un sondage réalisé en 2020 par le magazine Revolver, ils sont élus troisième groupe contemporain le plus susceptible de percer dans le courant dominant.

## Histoire

### Débuts (2011-2016)
Loathe trouve ses origines dans le groupe de metalcore mélodique de Liverpool Our Imbalance, dont Erik Bickerstaffe était l'un des membres fondateurs. Par la suite, Kadeem France, qui était à l'époque le batteur d'Escapists UK, a remplacé le chanteur fondateur d'Our Imbalance, Harry Rule. En 2014, le groupe comprenait également le batteur Sean Radcliffe. À cette époque, Our Imbalance se transforme en Loathe avec le recrutement du guitariste Connor Sweeney et du bassiste Shayne Smith.
En 2015, ils se produisent au Deadbolt Festival le 8 août, et à l'automne de la même année, ils sortent leur premier EP intitulé Prepare Consume Proceed de manière indépendante,,. Le groupe garde d'abord ses noms anonymes, utilisant des noms de scène (DRK, DRT, SNK, MWL et NIL) en même temps qu'il ne révélait pas son origine. Kadeem France est le seul dont le nom de scène est révélé (DRK), car il est le chanteur principal, et est identifié par un masque prophétique de signification inconnue, qui a été utilisé comme pochette d'album pour leur EP,,. Le 22 novembre, le groupe fait la première partie du groupe de metal Empires Fade lors de leur concert à Manchester.
En juin 2016, le groupe assure la première partie de la tournée britannique de Oceans Ate Alaska. Le 8 juillet de la même année, leur EP est réédité par SharpTone Records en tant que première sortie du label depuis sa création un mois auparavant, et est accompagné d'un clip pour une nouvelle chanson exclusive à la réédition, In Death, qui met en scène France portant son masque,,. Bickerstaffe explique que le groupe est découvert par le label peu après la sortie indépendante de leur premier clip pour Sheol/In Death, et qu'après un premier dialogue et un échange d'idées, les managers du groupe et du label ont « eu le déclic » et se sont associés. L'EP reçoit des critiques positives, le magazine Kerrang! louant le style heavy djent de l'album et son « atmosphère synthétisée », mais critiquant l'image horrifique du groupe, les noms de scène et le masque de France comme étant « un film d'horreur à prix cassé », donnant à l'album 3 K's sur 5.
Au fur et à mesure que la carrière du groupe progresse, les membres décident que l'utilisation des noms de code et du masque n'est pas nécessaire, citant qu'ils veulent juste être eux-mêmes lorsqu'ils jouent leur musique et pointent du doigt des groupes comme Ghost et Slipknot et leurs influences pour avoir commencé ce gimmick en premier lieu. Début juillet, le groupe se produit également au Tech-Fest, plus tard le même mois, ils tournent en première partie du groupe de metal Carcer City au Royaume-Uni, et le 25 septembre, le groupe se produit à l'Ozzfest meets Knotfest California sur la scène de Nuclear Blast,,.

### The Cold Sun(2017-2018)

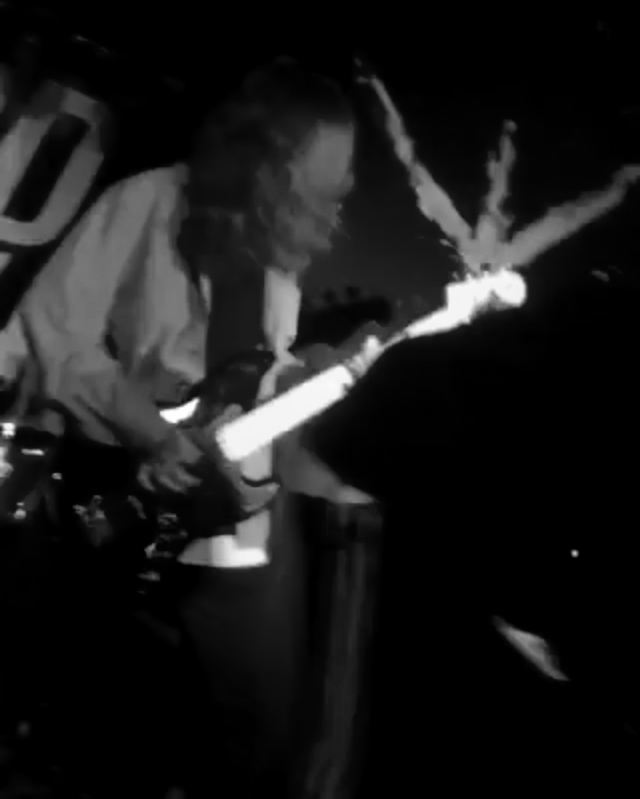
L'ancien membre Shayne Smith au Key Club en 2017.

Initialement, le groupe devait commencer l'année 2017 en première partie d'Emmure lors de leur tournée au Royaume-Uni en janvier, mais en raison de retards imprévus dans la production de l'album d'Emmure, la tournée est annulée,. En avril, le groupe fait une tournée en première partie de Blood Youth et en mai, le groupe se produit également lors du concert d'échauffement londonien du Hellfest. Quelques mois plus tard, ils sortent leur premier album studio, intitulé The Cold Sun, le 2 juin 2017,,. L'album est produit par Matt McClellan et a été enregistré dans les Dark Studios à Atlanta, en Géorgie,. Du 23 août au 5 septembre, le groupe est la tête d'affiche d'une tournée au Royaume-Uni avec le groupe de metal Harbinger, suivie de trois autres dates du 6 au 8 avec le groupe de metal Lotus Eater, et plus tard, tout au long des mois d'octobre et de novembre, le groupe assure la première partie de Bury Tomorrow lors de leur tournée Stage Invasion au Royaume-Uni,,,. L'un de leurs derniers concerts de l'année est donné au Binfest 2017 à la fin du mois de novembre.
Pour commencer l'année 2018, le groupe sort un split EP avec Holding Absence, label partenaire de SharpTone Records, le 8 février, suivi d'une tournée en co-têtes d'affiche en mars avec Modern Error en première partie, ainsi que God Complex lors d'un concert à Leeds,,. Le groupe est nommé pour son premier prix aux Metal Hammer Golden Gods Awards pour le meilleur nouveau groupe de 2018, et en avril, il est également nommé aux Heavy Metal Awards pour le meilleur groupe de la percée britannique, ce dernier étant joué par le groupe lors de la cérémonie d'annonce du prix à Manchester,. En mai, le groupe se produit aux festivals Slam Dunk et Teddy Rocks,, et en juin, le bassiste du groupe, Shayne Smith, annonce qu'après avoir joué au Download Festival, il quittera le groupe pour poursuivre une carrière de tatoueur,, son rôle étant rempli par l'ex-guitariste d'Holding Absence, Feisal El-Khazragi. Début juillet, le groupe se produit au Tech-Fest 2018, et plus tard le même mois, le groupe se produit au festival 2000 trees. En septembre, ils assurent la première partie de Sikth lors de leur tournée britannique Riddles of Humanity, ainsi que la première partie de Of Mice and Men lors de leur mini-tournée au Royaume-Uni en novembre,,,. En décembre, le groupe assure la première partie du groupe de metal Palm Reader à Londres.
Interrogé sur la nouvelle musique, Bickerstaffe confirme que le groupe avait écrit de nouvelles chansons, déclarant qu'à un moment donné, ils pourraient se retirer quelque part pour se concentrer solennellement sur la création de musique, bien qu'à l'époque il ait admis qu'il n'était pas sûr si le prochain album serait un EP ou un album studio studio, avec une prédiction initiale de sortie en 2019,,. En octobre 2018, Bickerstaffe déclare que le groupe avait prévu 12 nouvelles chansons pour l'album, tandis qu'il était également occupé à produire de la musique pour d'autres groupes de metal, dont l'EP Created Sick du groupe God Complex de Merseyside avec lequel ils ont tourné plus tôt la même année, tandis que le chanteur Kadeem France a collaboré avec le groupe de metal Of Legions sur leur single Vision of Misery,,.

### Dernières sorties (depuis 2019)
Fin avril et début mai, Loathe assure la première partie de la tournée britannique d'Hollywood Undead, se produit au festival Two Thousand Trees en juillet, et participe au Radar Festival et aux Heavy Metal Music Awards en août,,,,. Loathe sort un EP intitulé Gored/New Face in the Dark comprenant les deux nouveaux singles le 20 septembre 2019, ainsi qu'un clip vidéo pour Gored et un autre pour New Faces in the Dark le 10 octobre, et tourne au Japon et en Chine tout au long du mois aux côtés de ses partenaires de label Crystal Lake,,,,,,. Le 29 novembre, le groupe sort une nouvelle chanson intitulée Aggressive Evolution, ainsi que l'annonce de leur nouvel album intitulé I Let It In and It Took Everything et dont la sortie est prévue pour le 7 février 2020. En décembre, le groupe fait la première partie de Stray from the Path lors de leur tournée européenne, aux côtés de The Devil Wears Prada et de Gideon,.
Le 10 janvier 2020, le groupe sort Two-Way Mirror, accompagné d'un clip. Le groupe sort la chanson Screaming un jour avant la sortie de leur deuxième album, le 6 février, en prévision de sa sortie, qui coïncide avec leur tournée en tête d'affiche au Royaume-Uni, où ils ont été soutenus par les groupes The Well Runs Red, Phoxjaw, et God Complex,. Lors de la sortie de l'album, Bickerstaffe déclare que la nouvelle famille de titres « ...offre une toute nouvelle perspective et identité pour Loathe », tout en conservant certains aspects familiers de leur musique précédente. En juin, le groupe participe au Download Festival virtuel. Le 26 décembre 2020, le groupe sort l'édition instrumentale de I Let It In and It Took Everything,.
Le 22 janvier 2021, le groupe annonce la sortie de son nouvel album intitulé The Things They Believe le 7 février 2021, un an jour pour jour après la sortie de I Let It In and It Took Everything, et nommé d'après le scénario du thriller vampirique de 2007 30 Jours de nuit. Il s'agit du premier album instrumental du groupe, et il a pour but de développer et de suivre leur précédent album en créant des paysages sonores et des atmosphères comme un moyen de développer l'histoire de Loathe, ainsi que de fournir un réconfort pendant le confinement à la suite de la pandémie de Covid-19. L'album comporte également des collaborations avec le saxophoniste de The 1975, John Waugh, le guitariste de Parting Gift, Peter Vybiral, et Vincent Weight,.
Le 6 janvier 2022, le groupe sort une nouvelle chanson intitulée Dimorphous Display, suivie d'un réenregistrement de leur chanson "Is It Really You" avec Sleep Token. Le 17 août 2022, Loathe annonce l'annulation de sa prochaine tournée afin de se concentrer sur l'écriture et l'enregistrement de son quatrième album studio. Le 20 octobre 2023, le groupe apparaît sur une reprise de la chanson Lye Solution de Static Dress aux côtés de BVDLVD et Hail the Sun, tirée de leur EP Rouge Carpet Disaster (Redux) Volume 2.

## Discographie

### Albums studio
- 2017 : The Cold Sun
- 2020 : I Let It In and It Took Everything
- 2021 : The Things They Believe

### EP
- 2015 : Prepare Consume Proceed
- 2018 : This Is as One (split avec Holding Absence)

### Singles
- 2016 : In Death
- 2017 : Dance on My Skin
- 2017 : It's Yours
- 2017 : White Hot
- 2019 : Gored
- 2019 : New Faces in the Dark
- 2019 : Aggressive Evolution
- 2020 : Two-Way Mirror
- 2022 : Dimorphous Display
- 2022 : Is It Really You? (feat. Teenage Wrist)
- 2022 : Is It Really You? (feat. Sleep Token)